# كتاب حديث عمر بن أحمد
كتاب حديث عمر بن أحمد هو كتاب عن مرويات ابن شاهين عن شيوخه، ويعد الكتاب من كتب الأجزاء والأمالي، ألفه الحافظ ابن شاهين (297 هـ)-385 هـ)، احتوى الكتاب على ثمانية وأربعين نصا مسندا منها ما هو مرفوع ومنها ما هو غير ذلك، وقد ساقها تباعا دونما تقسيم أو وضع تراجم وعناوين عدا عنوانين هما فضيلة العباس بن عبد المطلب ومجلس آخر.